# Lure
Lure este un oraș în Franța, sub-prefectură a departamentului Haute-Saône, în regiunea Franche-Comté.
1. ↑  répertoire géographique des communes, accesat în 26 octombrie 2015
2. ↑  dataset of postal codes in France, 1 octombrie 2018